# Vrenz Bleijenbergh
Vrenz Bleijenbergh (14 oktober 2000) is een Belgisch basketbalspeler.

## Carrière
Bleijenbergh speelde van 2006 tot 2007 voor Ticino Merksem, in 2007 sloot hij zich aan bij de jeugd van de Antwerp Giants. Bleijenbergh maakte zijn debuut in het seizoen 2018/19 voor de Telenet Giants Antwerp, hij speelde in zijn eerste seizoen 24 keer maar moest het doen met korte invalbeurten. In zijn tweede seizoen speelde hij 15 keer ook enkel invalbeurten maar speelde al langer. In het seizoen 2020/21 ontbolsterde hij en werd hij een van de sterkhouders bij de Giants. Zo wordt hij onder andere door verschillende topclubs waaronder clubs uit de NBA in het oog gehouden.
Op het einde van het seizoen 2020/21 stelde hij zich officieel kandidaat voor de draft van 2021. Na eerst voor maar drie oefensessies naar de Verenigde Staten te gaan werkte hij er uiteindelijk 13 af. Ondanks de vele trainingssessie werd hij niet gekozen in de NBA-draft 2021. Dit was deels te wijten aan het feit dat hij geen two-way contracten kon tekenen omdat hij al een contract had bij de Antwerp Giants volgens de NBA-regels.
In augustus raakte bekend dat hij de overstap maakte naar de Spaanse competitie bij Real Betis Baloncesto. Nadat hij bij de nieuwe trainer uit de gratie was gevallen werd zijn contract ontbonden en tekende hij bij de Windy City Bulls een ploeg uit de G-League en satellietclub van de Chicago Bulls. Hij maakte op 24 maart zijn debuut voor de ploeg tegen de Cleveland Charge en speelde drie minuten mee. Hij maakte in april bekend dat hij de NBA Summer League ging spelen bij de Phoenix Suns. In de eerste wedstrijd tegen de Los Angeles Lakers speelde hij drie minuten mee en scoorde een driepunter en had een rebound.
Na een tegenvallende Summer League keerde hij terug naar België en tekende een contract bij landskampioen BC Oostende. Op 12 november 2022 werden zijn G-League rechten geruild naar de Long Island Nets in ruil voor Marcus Zegarowski. Hij won met Oostende de BNXT Supercup en kroonde zich Belgisch landskampioen en werd verkozen tot BNXT League National Finals MVP. In 2023 tekende hij een contract bij Merkezefendi Belediyesi uit de Turkse eerste klasse. De club eindigde twaalfde en Bleijenbergh verlengde na het seizoen zijn contract voor nog een seizoen.
Bleijenbergh tekende voor het seizoen 2025/26 voor het Australische South East Melbourne Phoenix.

## Erelijst
- Belofte van het Jaar: 2021
- BNXT Supercup: 2022
- Belgisch landskampioen: 2023
- BNXT League National Finals MVP: 2023